# Marcos Carnevale
Marcos Carnevale (Inriville, Córdoba 4 de setembre de 1963) és un guionista, director de cinema i televisió argentí. És gerent de continguts de Pol-ka Producciones.

## Biografia
Va començar en el camp de la publicitat en 1983 fins a fundar en 1991 la seva pròpia productora: Millecento Cinema. Des de llavors, ha realitzat més de tres-cents treballs publicitaris amb els quals ha aconseguit diversos premis internacionals.
La seva extensa carrera com a autor per a sèries de televisió s'ha vist recompensada amb nombrosos premis a títols com Ilusiones, 22, el loco, 099 Central (guanyadora de 8 Premis Martín Fierro), Soy Gitano (nominada a 13 Premis Martín Fierro), Padre Coraje (guanyadora del Premi Martín Fierro d'Or i de 3 Premis Clarín), Hombres de honor, Botines, Mujeres asesinas (guanyadora del Premi Martín Fierro d'Or i de 5 Premio Clarín) o Amas de casa desesperadas. El 2004 va fer la seva primera incursió en el teatre com a autor i director artístic de l'espectacle La profecía.
Marcos Carnevale va debutar en cinema en 1996 com a guionista, director i productor de Noche de ronda. Fins el seu segon llargmetratge, Almejas y mejillones (2000), va continuar escrivint guions com Esa maldita costilla, Papá es un Ídolo o el guió del llargmetratge d'animació Los Pintín al rescate. En 2003 va filmar el guió d' El día que me amen, i el 2004 va escriure i dirigir la seva tercera pel·lícula: Elsa y Fred, protagonitzada per Manuel Alexandre i China Zorrilla.
En 2007 va assumir com a director de continguts de Pol-ka Producciones, càrrec que segueix fins a l'actualitat.
En 2011 va rebre el Premi Konex - Diploma al Mèrit en la disciplina Guió de Televisió, atorgat per Fundació Konex.
Separat de Lily Ann Martin des de 2011, actualment és parella de l'actor Javier De Nevares, segons va expressar en el programa de televisió Almorzando con Mirtha Legrand, el 8 de març de 2020.

## Televisió

### Guionista
- Los Pintin (2000)
- Ilusiones (2000)
- 22, el loco (2001)
- 099 Central (2002)
- Soy gitano (2003)
- Padre Coraje (2004)
- Hombres de honor (2005)
- Sin código (2005)
- Botines (2005)
- Mujeres asesinas
  - Episodis "Lisa, la soñadora" (2005)/"Yiya Murano, envenenadora" (2006)
- Amas de casa desesperadas (2006)
- Mujeres de nadie (2007)
- Valientes (2009)
- Tratame bien (2009)
- Malparida (2010)
- Los únicos (2011)
- Lobo (2012)
- Condicionados (2012)
- Los ricos no piden permiso (2016)

### Director
- Mujeres asesinas - Episodis "Irma, la de los peces"/"Sofía, nena de papá" (2006)

## Filmografia

### Guionista
- Noche de ronda (1997)
- Esa maldita costilla (1999)
- Papá es un ídolo (2000)
- Los Pintín al rescate (2000)
- Almejas y mejillones (2000)
- El día que me amen (2003)
- Elsa y Fred (2005)
- Tocar el cielo (2007)
- Anita (2009)
- Inseparables (2016).

### Director
- Noche de ronda (1997).
- Almejas y mejillones (2000).
- Elsa y Fred (2005).
- Tocar el cielo (2007).
- Anita (2009).
- Viudas (2011).
- Corazón de león (2013).
- El espejo de los otros (2015).
- Inseparables (2016).
- Somos childfree (2016). (Com a director de teatre).
- El fútbol o yo (2017).
- No soy tu mami (2019).
- Corazón loco (2020).
- Granizo (2022).
- Más respeto que soy tu madre (2022).